# HMS Juno (F46)
HMS Juno (F46) là một tàu khu trục lớp J được Hải quân Hoàng gia Anh Quốc chế tạo vào cuối những năm 1930. Juno đã phục vụ trong Chiến tranh Thế giới thứ hai cho đến khi bị đánh chìm do không kích bởi máy bay Ý ngoài khơi đảo Crete, Địa Trung Hải vào ngày 21 tháng 5 năm 1941.

## Thiết kế và chế tạo
Juno được đặt hàng vào ngày 25 tháng 5 năm 1937. Nó được đặt lườn tại xưởng tàu của hãng Fairfield Shipbuilding and Engineering Company, Ltd. ở Govan, Scotland vào ngày 5 tháng 10 năm 1937, được hạ thủy vào ngày 8 tháng 12 năm 1938 và nhập biên chế cùng Hải quân Hoàng gia Anh vào ngày 25 tháng 8 năm 1939.

## Lịch sử hoạt động
Juno đã tham gia Trận Calabria vào tháng 7 năm 1940 và Trận chiến mũi Matapan vào tháng 3 năm 1941.
Đang khi di chuyển cùng với Hạm đội Địa Trung Hải để chống lại một cuộc đổ bộ nhảy dù của quân Đức nhằm chiếm Crete, Juno bị một máy bay CANT Z.1007 Ý thuộc Liên đội 50 do Trung úy Morassuti điều khiển, tấn công; và bị đánh chìm ở cách 30 hải lý (56 km) về phía Đông Nam Crete, tọa độ 34°35′B 26°34′Đ / 34,583°B 26,567°Đ, vào ngày 21 tháng 5 năm 1941.
Vào lúc bị đánh đắm, Juno đang dưới quyền chỉ huy của Hạm trưởng, Trung tá Hải quân John Reginald Joseph Tyrwhitt, và có một thủy thủ đoàn từ 183 đến 218 người. 116 người đã thiệt mạng sau ba vụ nổ làm vỡ đôi con tàu và chìm chỉ trong vòng 97 giây.